# Alchemilla kemlensis
Alchemilla kemlensis är en rosväxtart som beskrevs av Czkalov. Alchemilla kemlensis ingår i släktet daggkåpor, och familjen rosväxter. Inga underarter finns listade i Catalogue of Life.